# Kostel Navštívení Panny Marie (Skočice)
Poutní kostel Navštívení Panny Marie je římskokatolický kostel, který se nachází na návrší ve Skočicích, v okrese Strakonice v Jihočeském kraji, na trase silnice I/22, mezi městy Vodňany a Strakonice. Kostel je raně barokní sakrální stavba na půdorysu osmiúhelníku a je nemovitou kulturní památkou. Památkově chráněný je i přilehlý hřbitov s ohradní zdí s dvěma branami – na východní a jižní straně a kaplí svatého Jana Nepomuckého.

## Historie
Kostel nechala v letech 1677–1678 vystavět Polyxena Ludmila Eusebie Frebonia hraběnka ze Šternberka, rozená Žďárská ze Žďáru († 1691) s podporou svého druhého manžela Ignáce Karla ze Šternberka. Hlavní důvod pro stavbu byl vznik důstojného místa pro uložení poutního obrazu Panny Marie Pomocné (Matky Boží Pomocné) z první poloviny 17. století. Obraz je zdařilou kopií obrazu, jehož originál od malíře Lucase Cranacha je umístěn v Pasově. 
Obraz, který byl původně v zámecké kapli v Nalžovech na Klatovsku, obdržela Polyxena Ludmila v roce 1666 darem od svého prvního manžela Václava Ferdinanda Švihovského z Riesenberka a umístila jej do jedné místnosti k tomu náležitě upravené ve skočické tvrzi. Tvrz 23. března 1672 vyhořela, ale obraz chráněný závěsy požár přečkal bez poškození. Na památku této mimořádné události nechala Polyxena Lidmila v letech 1677–1678 vystavět kapli pro nové umístění obrazu na nedalekém vyvýšeném místě.
Kaple byla vysvěcená 21. srpna 1678. Vysvětil ji probošt chrámu svatého Víta na Pražském hradě pan Jan Ignác Dlouhoveský z Dlouhé Vsi. Mariánský obraz byl v ten den slavnostně přenesen z tvrze do kaple, kde byl umístěn na hlavním oltáři.
Postupně se kaple začala přeměňovat v kostel. V roce 1691 Polyxena Ludmila zemřela a panství přejal její syn Jaroslav Florián Švihovský († 1716). Roku 1700 od něho panství koupil kníže Ferdinand ze Schwarzenbergu, převzal nad kostelem patronát, dal jej vybavit dalšími oltáři a nechal vystavět vnější osmiboký ambit. Původní projekt se čtyřmi kaplemi a čtyřmi vchody navrhl architekt Pavel Ignác Bayer, ale postaveny byly jen dvě kaple, z nichž stojí jen jedna (s oltářem sv. Jana Nepomuckého). Svatolinhartská kaple byla při rozšiřování hřbitova v roce 1787 zbourána.
Krátce (v roce 1708) zde působil jako duchovní správce kněz, kazatel a spisovatel Ondřej František Jakub de Waldt (1683–1752).
Na začátku 18. století byly vysazeny dvě lipové aleje – ke skočické tvrzi (zámečku) a k Drahonicím.  
Poutě se konaly již v roce vysvěcení kaple a průběžně i v dalších letech. Pouť se koná na svátek Navštívení Panny Marie 2. července.  Kostel náleží do farnosti Vodňany. Roku 2017 byl excurrendo administrátorem farnosti ustanoven Josef Prokeš.

## Popis

### Exteriér
Kostel Navštívení Panny Marie je osmibokou centrální stavbou s osmibokým vnitřním ochozem (ambitem). Centrální stavba má klášterní klenbu a ochoz je valeně sklenutý. Střecha je jehlancovitého tvaru s taškovou krytinou, která nahradila původní šindele. Kostel je završen lucernou. V polovině 18. století byla k severovýchodní stěně ambitu přistavěna obdélná sakristie.
Nad vstupem do kostela, na západní straně, jsou dva erby zakladatelů: hvězda – erb hraběte Ignáce Karla ze Šternberka a orlice – erb hraběnky Polyxeny Ludmily ze Šternberka, rozené ze Žďáru. 
Kostel byl několikrát opravován, k rozsáhlé opravě došlo například v roce 1825, další velká renovace kostela i jeho zařízení proběhla počátkem 20. století. Naposledy byl kostel opravován v letech 2000–2002, kdy byla rovněž vyměněna střešní krytina.

### Interiér
Uprostřed hlavního oltáře je umístěný obraz Panny Marie Pomocné, na levé (evangelní) straně shora je socha svatého Floriána, erb knížat Schwarzenberků a socha svatého Josefa. Na pravé (epištolní) straně shora je umístěna socha svatého Václava, erb knížat Lichtenštejnů a socha svaté Terezie z Ávily. V popředí stojí oltář (obětní stůl) a vedle ambon pro hlásání Božího slova. Na levém bočním oltáři je vyobrazeno zavraždění svatého Václava a na pravém bočním oltáři je zobrazena svatá Anna, jak vyučuje Pannu Marii.
Kazatelna z poloviny 18. století je na poprsni ozdobena reliéfem Navštívení Panny Marie a na stříšce je soška Krista Dobrého pastýře se symboly evangelistů: orel (Jan), anděl (Matouš), býk (Lukáš), lev (Marek). V roce 1914 byly v ambitu rozvěšeny obrazy křížové cesty, které byly namalovány podle předloh Josefa Führicha.